# Paolo Mascagni

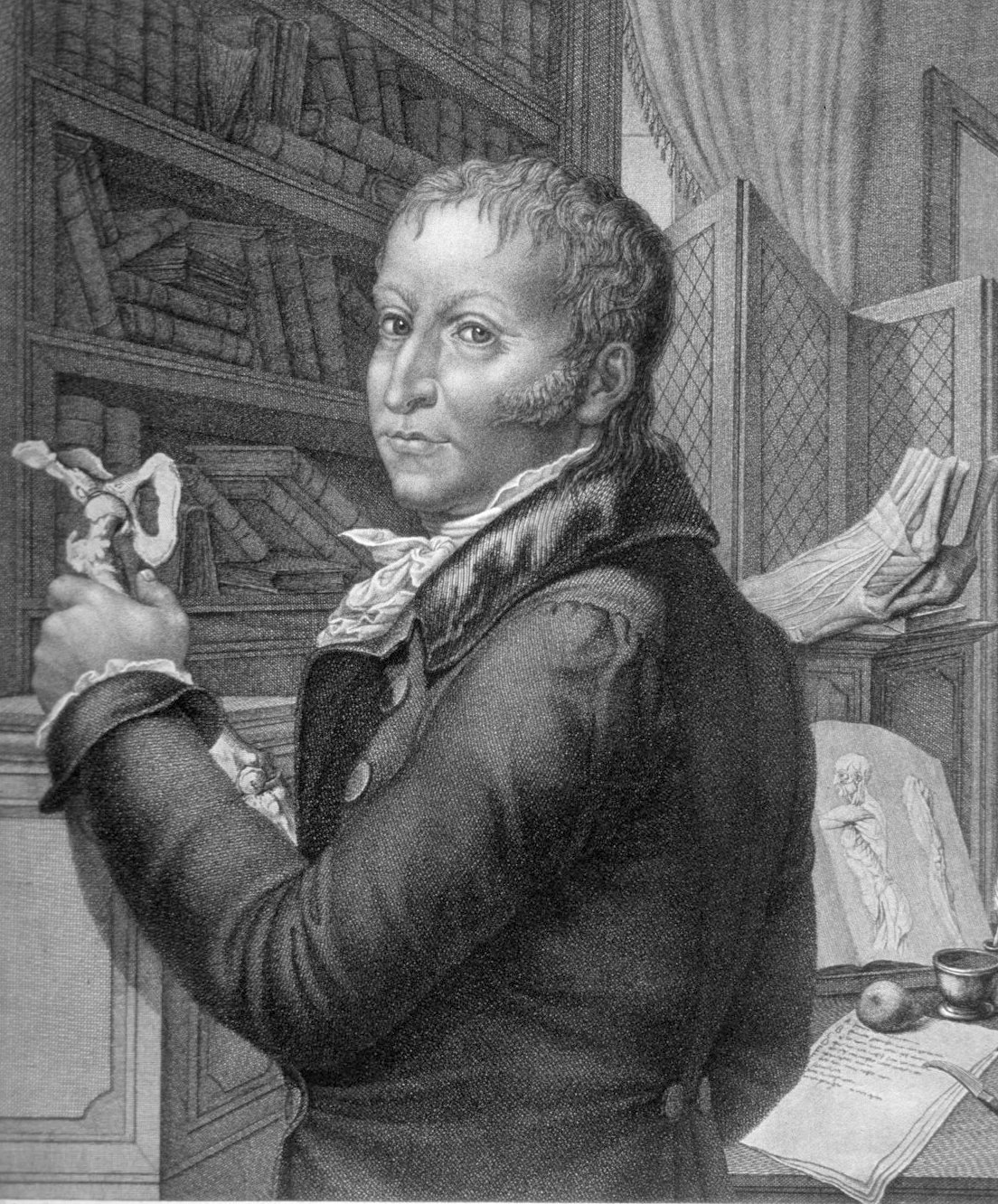
Paolo Mascagni

Paolo Mascagni (* 25. Januar 1755 in Pomarance; † 19. Oktober 1815 in Castelletto bei Chiusdino) war ein italienischer Anatom, Arzt und Naturwissenschaftler.

## Leben
Mascagni entstammte einer Familie aus der Provinz Siena, seine Eltern waren Aurelio Mascagni und Elisabetta Burroni. Mascagni studierte Naturwissenschaften in Siena, unter anderen Anatomie bei Pietro Tabarrini, und schloss sein Studium mit dem Doktortitel in Anatomie, Medizin und Philosophie ab.

Vasorum lymphaticorum corporis humani historia et ichnographia

1787 veröffentlichte er sein in Siena erschienenes Buch Vasorum lymphaticorum corporis humani historia et iconographia, was ihn als Spezialist für das menschliche Lymphsystem auswies und seinen fachlichen Ruf in Europa begründete.
1798 wurde er zum Präsidenten der Accademia dei Fisiocritici von Siena berufen. Während der französischen Besetzung der Toskana unterstützte er die Partei der Jakobiner, was ihm in der folgenden Restauration eine Enthebung von seinen Ämtern durch die neue Regierung einbrachte. Am 22. Oktober 1801 wurde das Verdikt aufgehoben und er wurde zum Professor für Anatomie, Physiologie und Chemie an der Universität Pisa ernannt, mit der Erlaubnis, zweimal wöchentlich am Hospital von Santa Maria Nuova in Florenz zu unterrichten. Wenig später wurde er als Ordinarius an die Universität Florenz berufen. In der Florentiner Accademia di Belle Arti unterrichtete er Kunststudenten in Anatomie. Seit 1808 war er korrespondierendes Mitglied der Bayerischen Akademie der Wissenschaften und seit 1811 der Académie des sciences.
Mascagni starb während eines Aufenthalts in Casteletto in der Nähe seiner Heimatstadt Chiusdino am 19. Oktober 1815. Sein Grab ist nicht erhalten, während der Grabstein in der dortigen Friedhofskapelle aufbewahrt wird.

## Ehrungen
Die Stadt Florenz hat ihn mit einer Statue im Cortile der Uffizien geehrt und ihn damit in die Galerie der Großen der Toskana eingereiht.
Das von Dietrich Ludwig Gustav Karsten entdeckte und um 1800 erstbeschriebene Mineral erhielt Mascagni zu Ehren den Namen Mascagnin.

## Werke (postum erschienen)
- Prodromo della grande anatomia. 1821.
- Anatomicae universae iconae. 1823.
- Anatomia universale Florenz 1833.